# Márcio Rogério de Andrade
Márcio Rogério de Andrade (30 de julio de 1971-São Paulo, 17 de julio de 2007) fue un futbolista brasileño que se desempeñaba como delantero.
Falleció junto a su familia en el vuelo 3054 de TAM Linhas Aéreas.

## Trayectoria

### Clubes
| Club                 | País   | Año         |
| -------------------- | ------ | ----------- |
| Araçatuba            | Brasil | ???? - 1992 |
| Nagoya Grampus Eight | Japón  | 1992        |